# Martin Gelin
Martin Einar Gelin, född 20 juni 1978 i Vaksala församling i Uppsala län, är en svensk journalist och författare. 

## Biografi
Under 1990-talet satt Martin Gelin i redaktionen för Nöjesguiden och Bibel.
Gelin var mellan 2001 och 2024 bosatt i New York och arbetade som USA-korrespondent för Dagens Nyheter, samt som frilansjournalist för bland annat New York Times, Foreign Policy, Slate , Quartz, Granta, New Republic, Svenska Dagbladet, Aftonbladet, Café, Icon, Fokus, Filter, Vi, Arena, Veckans Affärer och Sydsvenska Dagbladet.
Han har även kommenterat amerikansk politik för P1, SVT, brittiska BBC och amerikanska NPR.
Martin Gelin har gett ut flera böcker om USA och amerikansk politik. Han följde Barack Obamas presidentkampanj i två år som journalist och i april 2009 gav han ut den första svenska boken om Barack Obama: Det amerikanska löftet – Barack Obamas väg till Vita Huset, på Bokförlaget Atlas.
Mellan januari och september 2010 var Martin Gelin ansvarig för de rödgrönas valkampanjs nya medier.
2012 kom hans andra reportagebok om amerikansk politik, Den amerikanska högern – Republikanernas revolution och USA:s framtid, som nominerades till Augustpriset. 2018 kom Internet är trasigt  – Silicon Valley och demokratins kris, som Gelin skrev tillsammans med Karin Pettersson och nominerades till Augustpriset som årets fackbok.
Gelin gav 2024 ut boken Imorgon är jag långt härifrån – ett avskedsbrev till USA på bokförlaget Natur & Kultur. Samma år flyttade han till Paris tillsammans med sin amerikanska hustru för att deras son skulle få en bättre uppväxt. 

## Priser och utmärkelser
- 2009 – Stiftelsen Natur & Kulturs Johan Hansson-pris för Det amerikanska löftet – Barack Obamas väg till Vita Huset
- 2009 – Natur & Kulturs debattbokspris[11]
- 2014 – Natur & Kulturs arbetsstipendium om 100 000 kronor